# Amir Ghafour
Amir Ghafour, né le 6 juin 1991 à Kachan, est un joueur de volley-ball iranien.